# Rasa del Clot de les Carboneres
La Rasa del Clot de les Carboneres és un torrent afluent per la dreta de la Riera de Barrina, al Solsonès i al Bages.

## Termes municipals que travessa
Des del seu naixement, la Rasa del Clot de les Carboneres passa successivament pels següents termes municipals.
|                                                    | Longitud (en m.) | % del recorregut |
| -------------------------------------------------- | ---------------- | ---------------- |
| Per l'interior del municipi de la Molsosa          | 1.379            | 60,01%           |
| Per l'interior del municipi de Sant Mateu de Bages | 919              | 39,99%           |

## Xarxa hidrogràfica
La xarxa hidrogràfica de la Rasa del Clot de les Carboneres està constituïda per 10 cursos fluvials que sumen una longitud total de 8.169 m.

### Distribució municipal
El conjunt de la xarxa hidrogràfica de la Rasa del Clot de les Carboneres transcorre pels següents termes municipals:

### Territori PEIN
La part de la conca que es troba dins el terme municipal de Sant Mateu de Bages forma part del PEIN de la Serra de Castelltallat.